# حاجی‌آباد خوریاد
حاجی‌آباد خوریاد یک منطقهٔ مسکونی در ایران است که در بخش مرکزی شهرستان سمنان در استان سمنان واقع شده‌است. حاجی‌آباد خوریاد ۱۴ نفر جمعیت دارد.

## جمعیت
این روستا در دهستان حومه قرار دارد و براساس سرشماری مرکز آمار ایران در سال ۱۳۸۵، جمعیت آن ۱۴ نفر (۵ خانوار) بوده‌است.